# 남자는 말합니다
《남자는 말합니다》는 2013년 5월 16일 발매된 장민호의 첫 미니앨범으로 타이틀곡 〈남자는 말합니다〉는 그의 대표곡이다. 이 노래는 자신만을 믿고 한결같이 사랑해준 연인에 대한 고마움을 고백하는 남성의 마음을 표현한 노래로 장윤정의 〈어머나〉를 탄생시킨 유명 작곡가 윤명선이 작사하고, 연주자 겸 작곡가인 양주가 작곡한 서정적인 가사와 부드럽고 잔잔한 템포로 이루어진 곡이다. 장민호는 〈남자는 말합니다〉를 중국어 버전 〈男人說〉 및 일본어 버전 〈男に言わせるな〉 으로도 불러 앨범에 수록했다.
2019년에는 빠른 템포의 락 비트와 트로트를 접목시켜 새롭고 신나는 분위기의 곡으로 재탄생시켜 〈남자는 말합니다 (New Ver.)〉 디지털싱글로도 발매했다.

## 역사
1997년 아이돌 보이 그룹 유비스(U-BES)의 메인 보컬로 데뷔한 장민호는 아이돌 해체 후 2004년 남성 듀오 바람으로 다시 활동했으나 이 그룹 역시 해체되었다. 그 후 2011년 〈사랑해 누나> 라는 곡을 발표하며 트로트가수로 전향했으나 처음에는 대중의 인기를 얻지 못하다가 〈남자는 말합니다〉로 인기를 얻기 시작해 트롯 팬덤의 시초라고 불릴 정도의 팬클럽을 형성하며 인기를 끌어 '엄통령(엄마들의 대통령)'이라는 애칭도 얻고 트로트계의 BTS로 불리며 확고하게 자리매김했다. 이 곡으로 한 달에 많으면 70~80개 행사를 소화할 정도로 활발하게 활동하며 다양한 상을 수상했다.
〈남자는 말합니다〉는 2021년 한 해 동안 SK NUGU 읽어주는 금영노래방에서 가장 많이 불린 TOP10 차트 중 4위를, 2022년에는 3위를 기록하며 발표 이후로도 꾸준한 인기를 얻고 있고, 장민호 스스로도 이 노래를 지금의 자신을 있게 한 뜻깊은 노래로 꼽고 있다.

## 음반
| 앨범 발매일     | 앨범 제목                | 수록곡 | 비고 |
| --------------- | ------------------------ | --- | ---- |
| 2013년 5월 16일 | 남자는 말합니다          | 내동생 남자는 말합니다 사랑해 누나 수은등 男に言わせるな (남자는 말합니다) (JPN Ver.) 男人說 (남자는 말합니다) (CHN Ver.) 내동생 (MR) 남자는 말합니다 (MR) | EP   |
| 2019년 3월 15일 | 남자는 말합니다(New.ver) | 남자는 말합니다(New.ver) 남자는 말합니다(New.ver) (INST)                                                                                                   | 싱글 |

## 커버 버전
〈남자는 말합니다〉는 여러 가수들에 의해 커버되었다.
- 임영웅은 《아침마당》, 《오마이싱어》 등의 방송이나 그 밖의 다양한 무대에서 이 노래를 많이 불렀는데 임영웅 유튜브의 커버 영상은 2023년 1월 기준 250만뷰를 돌파했고,[12][13] 2020년 4월 1일 방송된 《황금어장 라디오스타》에서 부른 영상은 2023년 1월 기준 120만뷰를 돌파했다.[14]
- 영탁은 TV조선의 예능프로 《사랑의 콜센타》 11회 (2020년 6월 11일 방송)에서 이 노래를 불렀다.[15][16]
- 김희재가 제20회 낙동가요제에서 이 노래를 부른 영상은 2020년 10월 기준 100만뷰를 돌파했으며[17][18] 사랑의 콜센타 방송에서 부른 영상도[19] 2021년 11월 25일 기준 100만 뷰를 돌파했다.[20]
- 금잔디는 2015년 발매한 앨범 《트롯트 금잔디 9,10집》에 이 노래를 불러서 수록했다.[21]
- 진성은 2019년 발매한 정규 앨범 《미스터 트롯》 외에도 여러 앨범에 이 노래를 불러서 수록했다.[22]
- 김태연은 TV조선의 예능프로 《내 딸 하자》 2회 방송에서 판소리 스승인 박정아 명창을 위해 '남자는 말합니다'를 '태연이는 말합니다'로 개사해서 불렀다.[23][24]
- 이한위는 MBN 예능프로 《보이스 트롯》 5회 방송에서 이 노래를 불렀다.[25]
- 진달래는 《아침마당》에서 이 노래를 불렀다.[26]
- 모델 홍지명은 《트로트의 민족》에서 이 노래를 불렀다.[27]
- 가수 정무룡은 《보이스킹》 9회 방송에서 이 노래를 불렀다.[28]
- 공소원은 남자는 말합니다 커버 영상을 본인이 운영하는 유튜브에 업로드했다.[29]
- 정동원은 미스터트롯 출연 전 행사를 다닐 때 이 노래를 많이 부르고 다녔다고 밝혔다.[30]
- 정수라가 《화요일은 밤이 좋아》 6회 방송에서 부른 이 노래는[31] 2022년 5월 현재 유튜브에서189만뷰를 돌파했다.[32]
- 심형래는 TV조선 《국가가 부른다》 36회 방송에서 이 노래를 불렀다.[33]
- TV CHOSUN의 오디션 프로그램 《내일은 국민가수》에 참여해 최종 5위를 기록한 가수 이병찬은 《화요일은 밤이 좋아》 방송에서 이 노래를 불렀다.[34]
- MBN의 오디션 프로그램 《헬로트로트》에 참여해 준우승을 차지한 가수 강설민은 MBN 예능 프로그램 《불타는 트롯맨》 일대일 라이벌전에서 이 노래를 불렀다.[35]
- 후배가수 양지원은 TV조선 《화요일은 밤이 좋아》 63회 '장민호 가요제'에서 이 노래를 불렀다.[36]
- TV CHOSUN의 오디션 프로그램 《미스터트롯2 - 새로운 전설의 시작》에서 최종 6위를 차지한 가수 진욱은 자신의 인생 스토리송으로 이 노래를 불렀다.[37]
- SBS  《트롯신이 떴다》시즌2에서 우승한 가수 강문경은 《한일톱텐쇼》에서 이 노래를 불렀다.[38]

## 뮤직비디오
2013년 발표 당시 뮤직비디오는 촬영되지 않았지만 2015년 MBC 뮤직 촬영 영상을 공식 뮤비 영상으로 사용하고 있다.

## 같이 보기
- 장민호
- 드라마 (장민호의 음반)